# Swiss Open 1981
Het Zwitsers Open is een golftoernooi dat in 1923 voor het eerst werd gespeeld en behoort tot de Europese PGA Tour sinds die in 1972 werd opgericht. Dit was het laatste jaar dat het toernooi geen titelsponsor had. In 1981 werd het gespeeld van 27-30 augustus op de baan van de Golf Club Crans-sur-Sierre. Het prijzengeld was € 76.684, waarvan de winnaar € 12.993 kreeg. Titelverdediger Nick Price eindigde op de 4de plaats.
De par van de baan was 72. De laagste rondes waren van Ángel Gallardo en Florentino Molina met een score van 66. Molina stond daarmee na ronde 1 aan de leiding. Hij eindigde op de 3de plaats, hetgeen zijn beste resultaat op de Europese Tour was. 
Het was de eerste keer dat het Open eindigde in een drievoudige play-off. Manuel Piñero, die het toernooi al in 1976 won, stond aan het begin van de laatste ronde zeven slagen achter op de leider. In de play-off maakte hij op de eerste hole een birdie, terwijl Antonio Garrido en Tony Johnstone een par maakten. Charles-André Bagnoud uit Crans was de beste amateur en eindigde op de 54ste plaats.   

## Top 10
| Nr  | Speler               | Score           | Score |
| --- | -------------------- | --------------- | ----- |
| 1   | Manuel Piñero        | 69-73-69-66=277 | -11   |
| T2  | Antonio Garrido      | 70-69-67-71=277 | -11   |
| T2  | Tony Johnstone       | 69-69-71-68=277 | -11   |
| 4   | Hugh Baiocchi        | 69-70-69-70=278 | -10   |
| 5   | Florentino Molina    | 66-72-70-71=279 | -9    |
| T6  | John Bland           | 72-69-71-68=280 | -8    |
| T6  | Rafe Botts           | 67-67-73-73=280 | -8    |
| T6  | Eddie Polland        | 76-67-69-68=280 | -8    |
| T6  | Peter Tupling        | 71-71-68-70=280 | -8    |
| T10 | George Burns         | 73-70-69-69=281 | -7    |
| T10 | José Cabo            | 70-68-72-71=281 | -7    |
| T10 | José Maria Cañizares | 67-68-69-77=281 | -7    |
| T10 | Bob Charles          | 67-69-73-72=281 | -7    |
| T10 | Gary Cullen          | 68-72-67-74=281 | -7    |

Vanaf 1972:
1972 · 
1973 · 
1974 · 
1975 · 
1976 · 
1977 · 
1978 · 
1979 · 
1980 · 
1981 · 
1982 ·   
1983 · 
1984 ·
1985 ·
1986 ·
1987 ·
1988 ·
1989 ·
1990 ·
1991 ·
1992 ·
1993 ·
1994 ·
1995 ·
1996 · 
1997 ·
1998 ·
1999 · 
2000 · 
2001 · 
2002 · 
2003 · 
2004 · 
2005 · 
2006 · 
2007 · 
2008 · 
2009 · 
2010 · 
2011 · 
2012 · 
2013 · 
2014
1972 ·
1973 ·
1974 ·
1975 ·
1976 ·
1977 ·
1978 ·
1979 ·
1980 ·
1981 ·
1982 ·
1983 ·
1984 ·
1985 ·
1986 ·
1987 ·
1988 ·
1989 ·
1990 ·
1991 ·
1992 ·
1993 ·
1994 ·
1995 ·
1996 ·
1997 ·
1998 ·
1999 ·
2000 ·
2001 ·
2002 ·
2003 ·
2004 ·
2005 ·
2006 ·
2007 ·
2008 ·
2009 ·
2010 ·
2011 ·
2012 ·
2013 ·
2014 ·
2015 ·
2016

## Links
- Volledige Uitslag